# Fraticelli
Fraticelli – popularna nazwa ugrupowania spirytuałów w Zakonie Braci Mniejszych, którzy broniąc zasady bezwzględnego ubóstwa, oderwali się od zakonu i Kościoła na przełomie XIII i XIV wieku. Ruch został potępiony w 1317 r. przez papieża Jana XXII. Jego spadkobiercy istnieli jednak pogodzeni z Kościołem aż do 1517, gdy włączono ich do rodziny obserwanckiej pod własnym wikariuszem generalnym. Nazwa pochodzi od włoskiego zdrobnienia słowa "frati" (bracia).